# Sokol vára (Konavle)
Sokol vára (horvátul: Sokol grad), vár Horvátországban, a Konavléhez tartozó Dunave falu határában.

## Fekvése
Dunave falu északi részén, a Završje-hegy lejtői alatt egy 25 méter magasságú elérhetetlen sziklán találhatók maradványai.

## Története
A vár első írásbeli említése 1391-ből származik, bár ennél már jóval korábban létezett. A hegyen, amelyen a vár áll négyezer éves élet nyomai vannak. Elődje egy illír erőd volt, melyet a rómaiak, majd később a bizánciak is tovább építettek. Miután Konavle keleti részét a bosnyák főúrtól Sandalj Hranićtól megvásárolta 1420-as átadása után került a Raguzai Köztársaság birtokába. Azt, hogy mennyit jelentett ez a vásárlás a raguzai népnek bizonyítja, hogy Sandalj Hranić megkapta a raguzai polgárjogot, amelyet abban az időben különleges kiváltságnak tekintettek és egy palotát is építettek neki a város központjában. 
Ekkor kezdődtek meg a vár bővítési, átalakítási és megerősítési munkálatai, melyek lényegében 1462-ben fejeződtek be. A vár nemcsak védelmi szerepet tölt be, hanem a lőszerek és fegyverek, valamint a helyi lakosság gabona- és borkészleteinek tárolására is szolgált. Tízfős állandó őrséget helyeztek el benne. Miután 1467-ben a török megszállta Hercegovinát a várat még jobban megerősítették. Túlélte az 1667-es nagy földrengést. 1672 után már nem említik az írásos forrásokban, ami arra enged következtetni, hogy ezt követően rövidesen elhagyták. Mint az elhagyott erődöknél általában szokás volt, a környező lakosok köveivel építették meg házaikat és kerítéseiket. Így fokozatosan széthordták. 

## A vár mai állapota
A várból megmaradt részt ma már folyamatosan karbantartják. 2013 áprilisában miután az erődöt a Dubrovniki Régiségek Barátainak Társasága megvásárolta teljesen felújította és díj ellenében elérhetővé tette a látogatók számára. 